# Dommartin-lès-Vallois
Dommartin-lès-Vallois é uma comuna francesa na região administrativa do Grande Leste, no departamento de Vosges. Estende-se por uma área de 4.93 km². Em 2010 a comuna tinha 54 habitantes (densidade: 11 hab./km²).